# Ministerio de Defensa Interior de Israel
El Ministerio de Defensa Interior de Israel fue un ministerio del gobierno de Israel. El puesto fue creado para Matan Vilnai por el primer ministro, Benjamin Netanyahu, el 19 de enero de 2011. En ese momento, Netanyahu explicó su razonamiento para la creación del nuevo ministerio:

Hoy en día, también me gustaría nombrar a nuestro amigo Matan Vilnai como Ministro de Defensa Interior. También me gustaría dejar claro que estamos conversando sobre el establecimiento de un ministerio separado - un experimento único - que se ocupará de la defensa del frente interno. Este es el caso en otros países, como Estados Unidos por ejemplo, que a pesar de que ninguno de ellos se han visto afectados por 12.000 misiles como nosotros, y no hay este tipo de amenazas que pesan sobre ellos, tienen diferentes ministerios para la defensa del interior, ¿cuánto más debería Israel necesitar un ministro para tratar el tema de una manera independiente y centrada?

Entre 2007 y 2011, Vilnai estaría efectivamente a cargo de la coordinación de la Defensa Interior en su calidad de viceministro de Defensa, cuyo puesto de ministro estaba a cargo de Ehud Barak.
En 2014, el Ministerio se disolvió y sus atribuciones fueron tomadas por el Ministerio de Defensa.

## Lista de ministros de Defensa Interior
| # | Ministro     | Partido       | Inicio               | Final                | Notas                                                               |
| - | ------------ | ------------- | -------------------- | -------------------- | ------------------------------------------------------------------- |
| 1 | Matan Vilnai | Independencia | 19 de enero de 2011  | 16 de agosto de 2012 |                                                                     |
| 2 | Avi Dichter  | –             | 16 de agosto de 2012 | 18 de marzo de 2013  | Dichter renunció a Kadima y la Knéset para convertirse en ministro. |
| 3 | Gilad Erdan  | Likud         | 18 de marzo de 2013  | 30 de junio de 2014  |                                                                     |